# Rottenburg am Neckar
Pour les articles homonymes, voir Rottenburg.
Rottenburg am Neckar [ʁɔtənbʊʁɡ am nɛkaʁ] est une commune de Bade-Wurtemberg (Allemagne), située dans l'arrondissement de Tübingen, dans la région Neckar-Alb, dans le district de Tübingen.

## Histoire
| Appartenances historiques Comté de Hohenberg 1280-1381 Duché d'Autriche 1381-1803 Archiduché d'Autriche 1453-1803 Électorat de Wurtemberg 1805–1806 Royaume de Wurtemberg 1806–1918 République de Weimar 1918–1933 Reich allemand 1933–1945 Allemagne occupée 1945–1949 Allemagne 1949–présent |

Rottenburg est situé dans une zone densément peuplée depuis les temps préhistoriques (voir la Préhistoire de Bade-Wurtemberg). Au cours des dernières années, des fouilles ont été effectuées dans les sites du Mésolithique (dans le Sieben Linden), le néolithique et la période Hallstatt.
Probablement en 98 apr. J.-C., avec la construction du Neckar Odenwald Limes sous Trajan, la zone autour de Rottenburg était sous la domination romaine. La datation de cette conquête aux guerres Chatti de Domitien dans les années 83 et 85 est maintenant considérée comme obsolète, bien que la zone était déjà depuis la construction de Kinzigtalstrasse en 73-74 bien sous l'influence romaine (cf .. Alblimes, empereur Vespasien).
L'année de fondation exacte de la colonie romaine Sumelocenna est inconnue, une fondation en 98 s'applique. analogique établissant Rottweil en 73 - comme plausible. Sumelocenna gisait sur la route romaine Cannstatt - Rottweil (Araé Flaviae) - Hüfingen (Brigobanne) - Schleitheim (Iuliomagus) - Windisch / CH (Vindonissa). Au IIe siècle apr. J.-C. Sumelocenna était la capitale d'une civitas. Cette autorité est dans leur sens à peu près une région de données comparables et comprenait dans le cas de Rottenburg probablement la totalité du Neckar central. Le nom est dérivé du Sumelocenna celtique. Il voulait probablement dire «Peuple de Sumelo», un ancien clan celtique.
Il y a des hypocaustes romains derrière la vieille ville de Rottenburg. Aquarelle par le général Eduard von Kallee à l'automne 1884 [3]
Sumelocenna  était parmi les villes romaines les plus importantes dans le Bade-Wurtemberg aujourd'hui. Le Sumelocenna romain a été alimenté par un long tuyau d'eau long de 7 km avec l'eau de source de la Rommelstal. Dans la ville il y avait plusieurs bains publics. À la fin du IIe ou au début du IIIe siècle apr. J.-C., la ville était - prétendument pour la protection contre les attaques par les Alamans et les autres tribus germaniques - murées, mais (il est également envisageable que le mur a été construit pour des raisons non-militaires que sur le même temps à Trèves est arrivé). Seulement dans deux autres villes en Allemagne de l'Est un mur de la ville romaine est occupée, à savoir dans Ladenburg (Lopodunum) et à Bad Wimpfen dans la vallée. La zone fortifiée inclus dans Rottenburg comme dans Ladenburg environ 32 hectares, à Bad Wimpfen il y avait environ 19 hectares.

## Monuments
La cathédrale Saint-Martin, siège du diocèse de Rottenburg-Stuttgart.

## Économie
Parmi les entreprises ayant leur siège dans la ville on peut citer:
- Kopp Verlag

## Jumelage de villes
- Saint-Claude (Jura) (France) depuis 1979